# George Nugent
Sir George Nugent, I Baronet, GCB (10 de junio de 1757-11 de marzo de 1849) fue un oficial del Ejército Británico. Después de servir como oficial junior durante la Guerra de Independencia Americana, luchó con los Coldstream Guards bajo el Duque de York en la Campaña de Flandes. Estuvo después al frente de los Voluntarios de Buckinghamshire en las acciones de San Andria y Thuyl en el río Waal y participó en la desastrosa retirada del Rhin. Pasó a ser comandante del distrito norte de Irlanda, donde jugó un papel destacado al controlar la población de Belfast durante la Rebelión de 1798, convirtiéndose después en General Adjunto en Irlanda. Pasó a ser Gobernador de Jamaica, comandante del Distrito Occidental en Inglaterra, comandante del distrito de Kent en Inglaterra y finalmente Comandante en Jefe en la India.

## Primeros años
Nugent fue hijo ilegítimo del Coronel Edmund Nugent (hijo único de Robert Nugent, I Conde Nugent) y una mujer de apellido Fennings. Su padre tuvo otro hijo ilegítimo, Almirante de la Flota, Sir Charles Edmund Nugent. La hermanastra de su padre, Mary Elizabeth Nugent, se casó con George Nugent-Temple-Grenville, Marqués de Buckingham. A través de su tía, George heredó el título de conde Nugent. La tía de Lord Buckingham, Hester Grenville, se había casado William Pitt, que se convirtió en Primer Ministro del Reino Unido.
Nugent asistió a Charterhouse School y la Real Academia Militar de Woolwich.

## Carrera militar

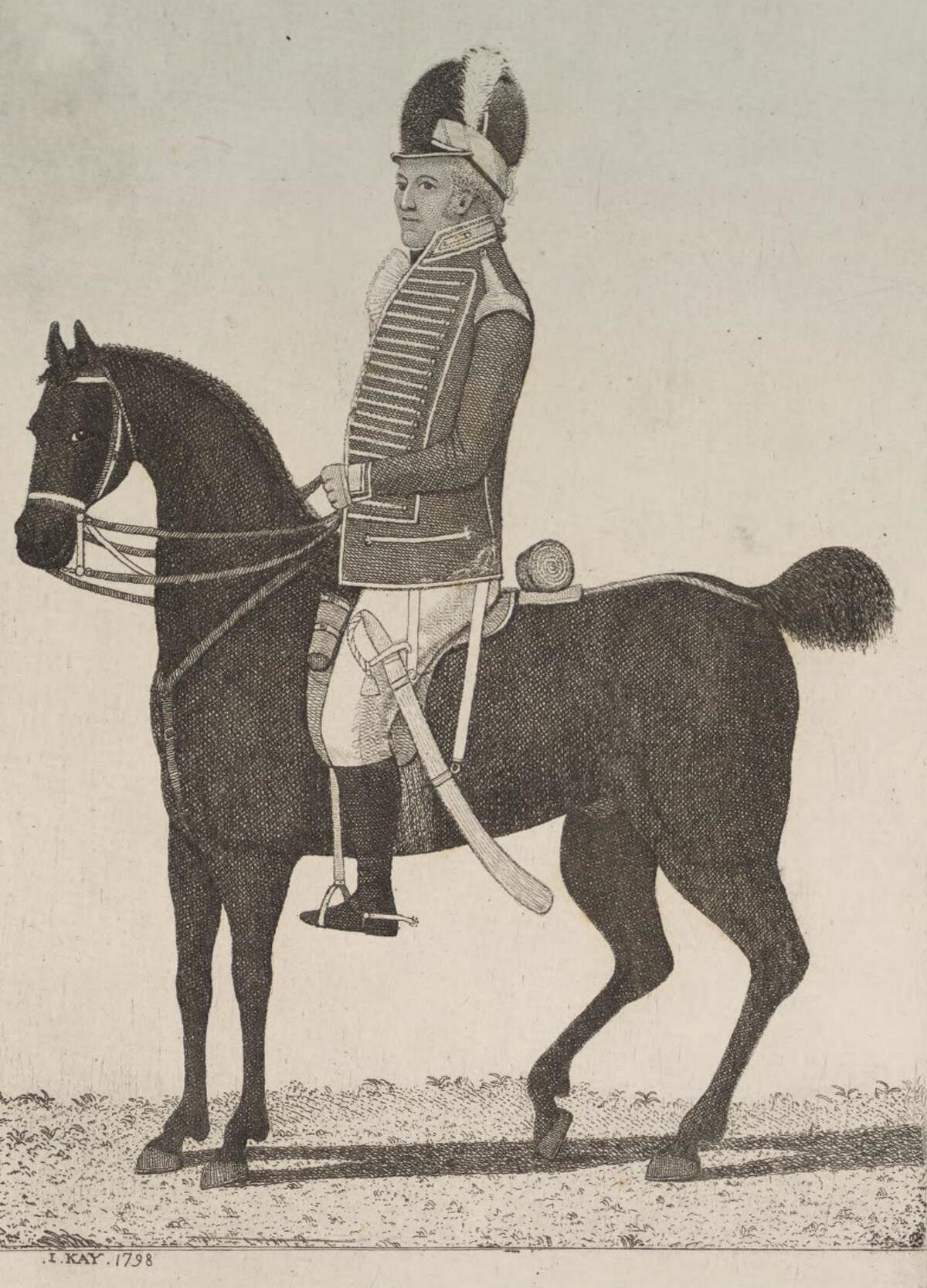
George Nugent, Caballería de Pembroke, 1798

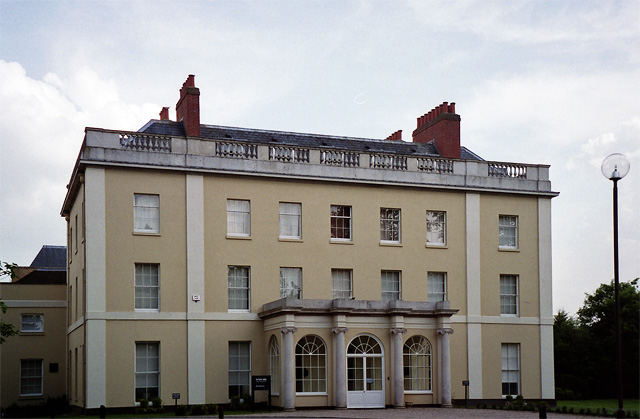
Casa Westhorpe donde Nugent vivió durante más de 40 años

Fue nombrado alférez del 39 regimiento de infantería el 5 de julio de 1773 y fenviado a Gibraltar. Pasó luego a formar parte del 7.º Regimiento de Infantería en Nueva York y ascendido a teniente en septiembre de 1777. Participó en la Batalla de los fuertes Clinton y Montgomery en octubre de 1777 y luego tomó parte en la Campaña de Filadelfia durante la Revolución Americana. Continuó sirviendo en América del Norte como capitán del 57.º Regimiento de Infantería el 28 de abril de 1778 y posteriormente como mayor del mismo regimiento el 3 de mayo de 1782.

### Flandes e Irlanda
Ascendido a teniente coronel en septiembre de 1783, Nugent fue nombrado comandante del 97.º Regimiento de Infantería y regresó a Inglaterra, pero con los recortes económicos realizados tras la posguerra, el regimiento fue disuelto y Nugent fue nombrado oficial al mando del 13.º Regimiento de Infantería en 1787. Se convirtió en Ayudante de campo de su cuñado, el Marqués de Buckingham, Lord Teniente de Irlanda en noviembre de 1787. Tras la salida de Buckingham de Irlanda, Nugent se convirtió en comandante de la 4.ª Guardia Real de Dragones Irlandeses en 1789 y fue nombrado Miembro del Parlamento por Buckingham en 1790. Se intercambió con los Coldstream Guards en octubre de 1790 y sirvió en el Sitio de Valenciennes en mayo de 1793, en Lincelles en agosto de 1793 y en el Sitio de Dunkerque también en agosto de 1793 bajo el Duque de York durante la Campaña de Flandes.
La Oficina de Guerra convocó a Nugent para supervisar el reclutamiento del 85 de voluntarios de Buckinghamshire en marzo de 1794. Comandó el regimiento bajo Sir Ralph Abercromby en la acción del Fuerte de San Andries, y con el General de División David Dundas en Tuil en el río Waal, participando en la desastrosa retirada del Rhin. Ascendido a general de división el 1 de mayo de 1796, se convirtió en capitán de Castillo de St Mawes el 5 de noviembre de 1796, cargo que ocuparía hasta su muerte. Pasó a ser comandante del distrito norte de Irlanda en 1798, donde se destacó por su actuación en Belfast durante la Rebelión Irlandesa ese año, convirtiéndose en General Adjunto en Irlanda en agosto de 1799. También representó a Charleville, Condado de Cork en la última Cámara de los Comunes Irlandesa antes del Acta de Unión 1800.

### Carrera posterior
Nugent fue nombrado Gobernador de Jamaica en abril de 1801 con promoción a teniente general local el 29 de mayo de 1802. Mientras servía allí, fortaleció el fuerte construido en 1709 por el español James Castillo en Harbour View. Llamado Fort Nugent, el fuerte guardaba la entrada oriental de la ciudad de Kingston, aunque todo lo que queda allí ahora es un Martello elevado tras la partida de Nugent. Ascendido al rango teniente general el 25 de septiembre de 1803, Nugent regresó a Inglaterra en febrero de 1806 y se convirtió en comandante del Distrito Occidental en Inglaterra en agosto de 1806. Fue elegido miembro del Parlamento (MP) por Aylesbury el 3 de noviembre de 1806 y creado baronet de Waddesdon en el condado de Buckinghamshire el 11 de noviembre de 1806. Adquirió Casa Westhorpe en Buckinghamshire en octubre de 1808 y se convirtió en comandante del Distrito de Kent en Inglaterra en julio de 1809.
Nugent renunció a su escaño en el Parlamento para convertirse en Comandante en Jefe en la India en enero de 1811.
Tras ser nombrado Caballero de la Orden del Baño el 1 de febrero de 1813 y promovido a general el 4 de junio de 1813, Nugent fue reemplazado como Comandante en Jefe por Lord Moira en octubre de 1813. Nugent fue relegado a Comandante del Ejército de Bengala pero finalmente regresó a Inglaterra en octubre de 1814. A su regreso desató una "piel llena de veneno" contra Lord Moira que a su vez se quejó al Príncipe Regente por el comportamiento de Nugent. Recibió la Gran Cruz de la Orden del Baño el 2 de enero de 1815 y fue elegido Miembro del Parlamento por Buckingham de nuevo en julio de 1818. Fue galardonado con un honorario DCL por la Universidad de Oxford en 1819. Finalmente se retiró del Parlamento en 1832.
Nugent sirvió como Coronel Honorario del 85.º Regimiento de Infantería (Bucks Volunteers) , luego como coronel honorario del 62.º Regimiento de Infantería y más tarde como coronel honorario del 6.º Regimiento de Infantería. Ascendió a mariscal de campo el 9 de noviembre de 1846.

## Vida personal
El 16 de noviembre de 1797, Nugent se casó con Maria Skinner (1771-1834) en Belfast. María era hija de Cortlandt Skinner, el procurador de Nueva Jersey y descendiente de las familias Schuyler y Van Cortlandt de la Norteamérica Británica, Juntos tuvieron tres hijos y dos hijas.
Lady Nugent, que murió en 1834, escribió un diario de sus experiencias en Jamaica publicado por primera vez en 1907. Sir George murió en Westhorpe House el 11 de marzo de 1849 y fue enterrado en la Iglesia de San Juan Bautista en Little Marlow.